# Rolf Henne
Rolf Henne (7 de octubre de 1901, Schaffhausen, Suiza - Suiza, Küsnacht, 25 de julio de 1966) fue un político suizo que apoyó una forma de nacionalsocialismo. 

## Biografía
Nacido en Schaffhausen, Henne era un pariente lejano de Carl Jung del lado de su padre. El propio padre de Henne era un médico destacado. Educado en Zúrich y Heidelberg, Henne trabajó como abogado. Se unió al Nuevo Frente en 1932, sirviendo como Gauführer para su ciudad natal. El 4 de febrero de 1934 asumió el cargo de líder del Frente Nacional en un momento en que el movimiento estaba en problemas debido a su apoyo al Tercer Reich Henne, un fuerte proalemán, luchó por mantener el control y en 1938 fue reemplazado por el más moderado Robert Tobler, sus estrechos vínculos con los nacionalsocialistas y su defensa de Los protocolos de los sabios de Sion lo hicieron demasiado extremo para muchos miembros del Frente Nacional. Incapaz de servir bajo Tobler, Henne se fue para formar el partido pro-nacionalsocialista Bund Treuer Eidgenossen Nationalsozialistischer Weltanschauung con Hans Oehler y Jakob Schaffner. Henne fue ignorado por el liderazgo de este grupo, aunque fue confirmado como Gauführer para Schaffhausen. En 1940 se convirtió en cofundador del Nationale Bewegung der Schweiz. 
No asumió ningún papel más en la política después de la guerra, sino que dirigió la agencia de recortes de prensa Argus der Presse (hoy Argus Data Insights). Murió en Küsnacht en 1966.